# Ctrl (album)
Pour les articles homonymes, voir Ctrl.
Albums de SZA
Z (en)
(2014) SOS
(2022)
Singles
1. Drew Barrymore
Sortie : 13 janvier 2017
2. Love Galore
Sortie : 28 avril 2017
3. The Weekend
Sortie : 26 septembre 2017
4. Broken Clocks (en)
Sortie : 9 janvier 2018
5. Garden (Say It Like Dat) (en)
Sortie : 19 juin 2018

Ctrl (prononcé « Control ») est le premier album studio de l'auteure-compositrice-interprète américaine SZA sorti le 9 juin 2017.

## Liste des pistes
| 1.    | Supermodel                                | - Solána Rowe - Pharrell Williams - Tyran Donaldson - Terrence Henderson (en) - Greg Landfair, Jr.                                 | Scum                                  | 3:01 |
| 2.    | Love Galore (feat. Travis Scott)          | - Solána Rowe - Cody Fayne - Carter Lang - Jacques Webster - Terrence Henderson                                                    | - ThankGod4Cody - Carter Lang         | 4:35 |
| 3.    | Doves in the Wind (feat. Kendrick Lamar)  | - Solána Rowe - Cameron Osteen - Kendrick Duckworth - Reggie Noble - John Bowman (en) - Dana Stinson - Trevor Smith - James Yancey | Cam O'bi                              | 4:26 |
| 4.    | Drew Barrymore                            | - Solána Rowe - Carter Lang - Tyran Donaldson - Macie Stewart - Terrence Henderson                                                 | - Carter Lang - Scum                  | 3:51 |
| 5.    | Prom                                      | - Solána Rowe - Tyran Donaldson - Carter Lang                                                                                      | - Scum - Carter Lang                  | 3:16 |
| 6.    | The Weekend                               | - Solána Rowe - Cody Fayne - Justin Timberlake - Timothy Mosley - Floyd Hills                                                      | ThankGod4Cody                         | 4:32 |
| 7.    | Go Gina                                   | - Solána Rowe - Tyran Donaldson - Carter Lang - Adam Feeney                                                                        | - Scum - Carter Lang - Frank Dukes    | 2:41 |
| 8.    | Garden (Say It Like Dat) (en)             | - Solána Rowe - Daniel Tannenbaum - Craig Balmoris (en)                                                                            | - Bēkon - The Donuts - Balmoris       | 3:28 |
| 9.    | Broken Clocks (en)                        | - Solána Rowe - Cody Fayne - Thomas Paxton-Beesley (en) - Adam Feeney - Ashton Simmonds                                            | ThankGod4Cody                         | 3:51 |
| 10.   | Anything                                  | - Solána Rowe - Tyran Donaldson - Carter Lang - Peter Wilkins - Donna Summer - Giorgio Moroder - Pete Bellotte                     | - Scum - Carter Lang                  | 2:29 |
| 11.   | Wavy (Interlude) (feat. James Fauntleroy) | - Solána Rowe - Lukasz Plas - Cody Fayne - James Fauntleroy                                                                        | - ThankGod4Cody - Prophit             | 1:15 |
| 12.   | Normal Girl                               | - Solána Rowe - Carter Lang - Tyran Donaldson - Terrence Henderson                                                                 | Carter Lang                           | 4:13 |
| 13.   | Pretty Little Birds (feat. Isaiah Rashad) | - Solána Rowe - Tyran Donaldson - Carter Lang - Josef Leimberg - Isaiah McClain                                                    | - Scum - Carter Lang - Josef Leimberg | 4:05 |
| 14.   | 20 Something                              | - Solána Rowe - Tyran Donaldson - Carter Lang                                                                                      | - Scum - Carter Lang                  | 3:18 |
| 49:01 |                                           | |                                       |      |

## Classements et certifications
| Classement (2017-18)                | Meilleure position |
| ----------------------------------- | ------------------ |
| Australie (ARIA)                    | 40                 |
| Belgique (Flandre Ultratop)         | 125                |
| Canada (Canadian Albums)            | 10                 |
| États-Unis (Billboard 200)          | 3                  |
| États-Unis (Top R&B Albums)         | 1                  |
| États-Unis (Top R&B/Hip-Hop Albums) | 2                  |
| États-Unis (Vinyl Albums)           | 5                  |
| France (SNEP)                       | 166                |
| Nouvelle-Zélande (RIANZ)            | 15                 |
| Pays-Bas (Mega Album Top 100)       | 58                 |
| Pays-Bas (CombiAlbum Top 100 (nl))  | 71                 |
| Royaume-Uni (UK Albums Chart)       | 50                 |
| Royaume-Uni (R&B Albums)            | 11                 |
| Suisse (Schweizer Hitparade)        | 96                 |

| Classement (2017)                   | Position |
| ----------------------------------- | -------- |
| Australie (ARIA Urban)              | 50       |
| États-Unis (Billboard 200)          | 42       |
| États-Unis (Top R&B Albums)         | 5        |
| États-Unis (Top R&B/Hip-Hop Albums) | 18       |
| Classement (2018)                   | Position |
| Australie (ARIA Urban)              | 44       |
| États-Unis (Billboard 200)          | 31       |
| États-Unis (Top R&B Albums)         | 5        |
| États-Unis (Top R&B/Hip-Hop Albums) | 19       |
| États-Unis (Vinyl Albums)           | 23       |
| Classement (2019)                   | Position |
| Australie (ARIA Urban)              | 69       |
| États-Unis (Billboard 200)          | 99       |
| États-Unis (Top R&B Albums)         | 9        |
| Classement (2020)                   | Position |
| États-Unis (Billboard 200)          | 110      |
| États-Unis (Top R&B Albums)         | 13       |
| États-Unis (Top R&B/Hip-Hop Albums) | 99       |

| Classement (2010-2019)     | Position |
| -------------------------- | -------- |
| États-Unis (Billboard 200) | 111      |

### Certifications
| Région | Certification | Ventes/Streams |
| --- | ------------- | -------------- |
| États-Unis (RIAA) | 5 × Platine   | 5 000 000‡     |
| Royaume-Uni (BPI) | Argent        | 60 000^        |
| Russie (NFPP) | Platine       | 20 000*        |
| *Ventes selon la certification ^Mise en rayon selon la certification xNon précisé par la certification ‡ventes/streaming selon la certification |               |                |